# Pável Chálov
Pável Ivánovich Chálov (en ruso: Па́вел Ива́нович Ча́лов, Temirgóyevskaya, 30 de septiembre de 1921-Sochi, 5 de julio de 2000) fue un capitán de navío soviético ruso. Héroe de la Unión Soviética (1945).

## Biografía
Nació el 30 de septiembre de 1921 en Temirgóyevskaya en el óblast de Kubán-Mar Negro de la RSFS de Rusia de la Unión Soviética en una familia obrera. Acabó diez cursos. Desde 1929 vivió en el aul Jakurinojabl del Óblast Autónomo Adigués. Entró en la marina de guerra en 1939. Estudió dos cursos en la Escuela Superior Militar Naval de Leningrado y en 1943 el curso del cuerpo de oficiales de la flota del Báltico. Participó en la Gran Guerra Patria desde junio de 1941 como capitán de una lancha cañonera de la guardia de las regiones navales de Tallinn y Kronstadt. En octubre de 1944 el subteniente Pável Chálov había realizado más de doscientas salidas de combate en la Gran Guerra Patria. En ese mes la lancha de Chálov participó en los combates en el Archipiélago Moonsund, derribando tres aviones y hundiendo dos barcos y un submarino. Por decreto de la Presidencia del Soviet Supremo de la URSS del 6 de marzo de 1945 le es concedido a Chálov el título de Héroe de la Unión Soviética.
Tras la guerra continuó al servicio de la Armada. En 1949 finalizó las clases superiores especiales del cuerpo de oficiales del grupo submarinista. En 1960 pasó a la reserva con el rango de capitán de navío. Vivió en Tallinn, trabajando en la asociación Estrybprom. Desde 1997 vivía en la ciudad de Sochi. Murió el 5 de julio de 2000.

## Condecoraciones
- Héroe de la Unión Soviética
- Orden de Lenin
- Orden de la Revolución de Octubre
- Orden de la Guerra Patria
- Dos Órdenes de la Estrella Roja
- Otras medallas.